# Achias platychirus
Achias platychirus är en tvåvingeart som beskrevs av Friedrich Georg Hendel 1914. Achias platychirus ingår i släktet Achias och familjen bredmunsflugor. Inga underarter finns listade i Catalogue of Life.